# Визит кораблей ВМС Цинской империи во Владивосток в 1889 году
Визит кораблей ВМС Цинской империи во Владивосток в 1889 году — второе посещение России китайскими военными кораблями. В ходе визита состоялись заходы крейсеров Бэйянского флота во Владивосток 16 — 21 июля (29 июля — 3 августа) и 24 — 26 июля (6 — 8 августа) 1889 года. Российский флот был представлен кораблями эскадры Тихого океана.

## Предыстория
В июле 1886 года, на фоне сложной обстановки в российско-китайских отношениях на Дальнем Востоке, фактический глава цинской внешней политики Ли Хунчжан организовал посещение Владивостока основными силами подчиненного ему Бэйянского флота. Появление в русских водах отряда современных боевых кораблей британской и германской постройки совпало с посещением Уссурийского края главой русского Морского ведомства адмиралом И. А. Шестаковым. К концу 1880-х гг. Цинская империя была обеспокоена растущим стремлением России и Японии подчинить своему влиянию Корею, находившуюся в вассальной зависимости от Китая. Используя Бэйянский флот в качестве инструмента внешней политики, Ли Хунчжан вновь направил два отряда кораблей во Владивосток с промежуточными заходами в корейские и японские порты. Второй задачей похода был проверка материальной части новейших броненосных крейсеров типа «Цзинъюань», построенных в Германии в 1885—1887 гг. Наконец, третьей задачей была подготовка личного состава флота. С этой целью в состав отряда были включены учебный крейсер «Вэйюань» и учебный корабль минного отряда «Канцзи».

## Визит
Вечером 16 июля 1889 года на рейде Владивостока появились броненосный крейсер «Лайюань» и учебный корабль «Канцзи». На «Лайюане» держал свой флаг командующий Бэйянским флотом Дин Жучан, которого сопровождал английский советник Уильям Лэнг. Так как с европейской точки зрения Дин Жучан имел чин полного адмирала, в соответствии с международным военно-морским этикетом конца XIX в. он имел право первым принять визит русских моряков на борту своего флагманского судна. Утром 17 июля его посетили начальник эскадры Тихого океана вице-адмирал В. П. Шмидт и командир Владивостокского порта контр-адмирал П. И. Ермолаев. Ответный визит Дин Жучана командиру русской эскадры был отдан днем 17 июля на борту крейсера «Адмирал Нахимов», где китайский адмирал был встречен почетным караулом и оркестром, исполнившим китайский гимн. Сразу же после этого В. П. Шмидт на крейсере «Адмирал Нахимов» покинул бухту Золотой Рог для выполнения программы учений в заливе Петра Великого. Занятия необходимо было закончить в связи со срочным уходом корабля на ремонт в Японию: незадолго до этого «Адмирал Нахимов» получил повреждения корпуса, наскочив на подводный камень у входа в Амурский залив. П. И. Ермолаев должен был принять китайского адмирала у себя на квартире, однако принес извинения в связи с её ремонтом и просил гостей подождать окончания исправлений. В связи с этим Дин Жучан ограничился передачей своих визитных карточек. В 3 ч. пополудни 20 июля П. И. Ермолаев наконец смог принять Дин Жучана и У. Лэнга в своих апартаментах. У входа гостей встречал оркестр, на веранде были сервированы фрукты, сладости и шампанское. На встрече присутствовали представители городской общественности. Беседа велась на английском языке, произносились тосты «за процветание искренней дружбы между Китаем и Россией, как государствами, которые по своему географическому положению и др.условиям существования, как два пальца одной и той же руки, должны помогать друг другу в общим стремлениях к благополучию своих народов». Дин Жучан выразил желание посетить Владивосток в следующем, 1890-м году, ко дню именин императрицы Марии Федоровны. Прощаясь, китайский адмирал преподнес семье П. И. Ермолаева несколько фарфоровых изделий и получил в качестве ответной любезности «роскошный букет живых цветов», составленный супругой командира порта М. А. Ермолаевой. На рассвете 21 июля китайские корабли покинули Владивосток.
24 июля 1889 года во Владивосток пришел второй отряд китайских кораблей в составе броненосного крейсера «Цзинъюань» и учебного крейсера «Вэйюань». Гости нанесли визит В. П. Шмидту, после чего были приглашены русским адмиралом к завтраку по случаю тезоименитства Государыни Императрицы. «Командиры китайских судов были до крайности тронуты оказанным им вниманием за завтраком нашим адмиралом и командирами. Старший из китайских командиров просил позволения провозгласить тост за здоровье Государыни Императрицы и всей нашей царской семьи, после чего начальником Тихоокеанской эскадры был провозглашен тост, произнесенный на английском языке командиром крейсера, за здоровье китайского императора». 26 июля китайский отряд ушел из Владивостока.